# Winterlieb (Gattung)
Winterlieb (Chimaphila) ist eine Gattung von Pflanzen aus der Familie der Heidekrautgewächse (Ericaceae). Sie umfasst fünf Arten, eine von ihnen ist auch in Mitteleuropa heimisch.

## Beschreibung
Chimaphila sind aus Rhizomen wachsende Zwergsträucher. Ihre Blätter stehen scheinbar wirtelig, sind ledrig und gesägt. Der Blütenstand ist eine Schirmtraube (Corymbus). Vorblätter fehlen, die Tragblätter stützen den Blütenstiel.
Die Kronblätter sind unverwachsen. Die Staubfäden sind dünn. Der Griffel ist kurz, an seinem äußeren Ende steht eine Manschette. Die Pollenkörner bilden Tetraden, Monaden oder Polyaden. 
Die Chromosomenzahl beträgt n = 13.

## Verbreitung
Die Gattung findet sich auf der nördlichen Halbkugel in der borealen Zone und den mittleren Breiten, strahlt allerdings im Süden bis Guatemala und Hispaniola aus.

## Systematik
Die Gattung wurde 1814 durch Frederick Traugott Pursh erstbeschrieben. Sie wird der Tribus Pyroleae der Unterfamilie der Monotropoideae aus der Familie der Heidekrautgewächse (Ericaceae) zugeordnet und umfasst fünf Arten, darunter:
- Dolden-Winterlieb (Chimaphila umbellata (L.) W.P.C.Barton)
- Chimaphila japonica Miq.: Sie kommt in Bhutan, Japan, Korea, Russland (Sachalin), Taiwan und China vor.[1]
- Chimaphila monticola Andres: Sie kommt in zwei Unterarten in Sichuan und in Taiwan vor.[1]